# 격쟁문서
격쟁문서는 대한민국 경기도 파주시 탄현면 법흥리에 있는 문서이다. 2006년 4월 20일 파주시의 향토문화유산 제1호로 지정되었다.

## 개요
본 문서는 정조 5년(1781) 고양에 있는 박이중(朴履中)의 선산에 서울에 사는 박종묵(朴宗黙)이 몰래 투장(偸葬)을 함에 따라 이를 해결하기 위하여 국왕에게 직접 격쟁(擊錚)을 하게 되면서 형조(刑曹), 한성부(漢城府), 경기감영(京畿監營), 교하군(交河郡), 고양군(高陽郡) 등을 거치면서 처리된 과정을 기록한 16건의 점련된 문서이다. 조선시대 격쟁제도는 억울한 백성이 국왕에게 직접 소원할 수 있는 제도의 하나로 초기에 있었던 신문고에 대신하여 후기에 유행한 민원 수단이었다. 본 격쟁사건은 1781년 윤5월 초순 안동에 사는 박이중이 밖으로 거동하였던 임금에게 격쟁을 하였고 이에 박이중은 형조로 끌려가 추고를 받은 후 그 내용이 10일 형조에서 국왕에게 보고, 국왕은 한성부에서 처리하도록 명하였다. 이에 한성부에서는 윤5월 13일 이 사건을 조사하라는 공문을 경기감영으로 보냈고 경기감영은 다시 교하군으로 공문을 보내 처리하도록 하였다.
교하군은 윤5월 18일 사건의 조사내역을 다시 감영에 보고하였고 감영에서는 투장을 한 박종묵에게 해당 묘소를 이장 할 것을 명하고 29일 이 사실을 국왕에게 보고하였다. 이어6월 2일 교하군에서는 묘소가 위치한 고양군으로 해당 사건을 이행할 것을 통보하였으며 결국 투장을 한 박종묵은 10월 초순에 이장할 것을 약속하게 되었고 사건은 마무리되는 듯하였다. 그러나 약속기일인 10월 10일이 되어서도 박종묵은 이행하지 않고 더욱이 불이행에 대해 죄를 묻기 위해 찾아간 담당관을 위협했다는 사실이 한성부에 의해 다시 국왕에게 보고되자 국왕은 이에 대해 거듭 엄히 시행할 것을 명하였는데 이때의 상황은 『일성록(日省錄)』 정조 5년 10월조에 기록되어 있다. 10월 20일 이 사건은 다시 형조로 내려갔고 형조에서 박종묵을 추고하여 이장할 것을 명하였으며 이때의 추고에서 박종묵은 고의가 아닌 아들의 혼인으로 인해 약속을 이행하지 못하였다고 변명하였고 10월 24일 박종묵은 고양관에 11월 초순까지는 이장하겠다고 이를 문서로 남겼고 결국 그 약속은 11월 27일 이행되었다.
본 사건은 분묘 1기의 이전 요청에 관한 건으로 반년 이상이 걸리고 국왕이 두 번이나 사건의 해결을 지시한 후에나 결말이 난 사건이며 사건이 어렵게 해결된 만큼 격쟁자였던 박이중은 이러한 판결 이후로도 효력이 지속하고 차후 유사한 사건에대한 방지를 위해서 한성부에 해당 사실에 대한 전후 과정을 문서상으로 남길 수 있도록 요청하였으며 한성부는 요청을 받아들여 해당 문서를 발급한 것이다.